# Удянська сільська рада
Удя́нська сільська́ ра́да — адміністративно-територіальна одиниця та орган місцевого самоврядування в Золочівському районі Харківської області. Адміністративний центр — село Уди.

## Загальні відомості
- Територія ради: 111,5 км²
- Населення ради: 1 548 осіб (станом на 2001 рік)
- Територією ради протікає річка Уди.

## Населені пункти
Сільській раді підпорядковані населені пункти:
- с. Уди
- с. Костянтинівка
- с. Окіп
- с. Червона Зоря

## Склад ради
Рада складається з 16 депутатів та голови.
- Голова ради: Столяренко Сергій Олександрович
- Секретар ради: Мигалевич Віра Анатоліївна

### Керівний склад попередніх скликань
| Прізвище, ім'я, по батькові     | Основні відомості                                                                       | Дата обрання | Дата звільнення |
| ------------------------------- | --------------------------------------------------------------------------------------- | ------------ | --------------- |
| Самойленко Василь Олексійович   | Сільський голова, 1954 року народження, член Народно-демократичної партії               | 26.03.2006   | 21.01.2007      |
| Столяренко Сергій Олександрович | Сільський голова, 1976 року народження, освіта вища, член Соціалістичної партії України | 03.06.2007   | 31.10.2010      |
| Столяренко Сергій Олександрович | Сільський голова, 1976 року народження, освіта вища, член Партії регіонів               | 31.10.2010   |                 |

Примітка: таблиця складена за даними сайту Верховної Ради України

### Депутати
За результатами місцевих виборів 2010 року депутатами ради стали:

#### За суб'єктами висування
| Суб'єкт висування           | Кількість обраних депутатів | %    |
| --------------------------- | --------------------------- | ---- |
| Партія регіонів             | 15                          | 93,8 |
| Комуністична партія України | 1                           | 6,3  |

#### За округами
| № округу                    | Прізвище, ім'я, по батькові        | Дата визнання обраним | Освіта             | Партійна приналежність            | Відомості про обраного депутата                              |
| --------------------------- | ---------------------------------- | --------------------- | ------------------ | --------------------------------- | ------------------------------------------------------------ |
| Комуністична партія України |                                    |                       |                    |                                   |                                                              |
| 10                          | Панов Олексій Миколайович          | 02.11.2010            | середня            | член Комуністичної партії України | пенсіонер                                                    |
| Партія регіонів             |                                    |                       |                    |                                   |                                                              |
| 1                           | Бучук Юрій Миколайович             | 02.11.2010            | середня            | член Партії регіонів              | ТОВ а/ф «Басово», тракторист                                 |
| 2                           | Мигалевич Віра Анатоліївна         | 02.11.2010            | середня спеціальна | член Партії регіонів              | Удянська сільська рада, секретар виконкому                   |
| 3                           | Ловіна Олена Григорівна            | 02.11.2010            | середня            | член Партії регіонів              | Удянська сільська рада, головний бухгалтер                   |
| 4                           | Побегуц Іван Пилипович             | 02.11.2010            | середня спеціальна | член Партії регіонів              | пенсіонер                                                    |
| 5                           | Восінська Марія Володимирівна      | 02.11.2010            | середня            | член Партії регіонів              | Ф/Г «Сівелір», охоронець                                     |
| 6                           | Гусєв Андрій Володимирович         | 02.11.2010            | вища               | член Партії регіонів              | Удянська загальноосвітня школа, вчитель фізики та математики |
| 7                           | Ришкіна Ольга Анатоліївна          | 02.11.2010            | середня            | член Партії регіонів              | ДНЗ с. Уди, помічник вихователя                              |
| 8                           | Сміцков Сергій Іванович            | 02.11.2010            | вища               | член Партії регіонів              | Управління агропромислового розвитку, водій                  |
| 9                           | Наговіцина Валентина Олександрівна | 02.11.2010            | вища               | член Партії регіонів              | Удянська загальноосвітня школа, директор                     |
| 11                          | Самохіна Тамара Миколаївна         | 02.11.2010            | середня            | член Партії регіонів              | Удянська сільська рада, спеціаліст ІІ категорії              |
| 12                          | Бабаєва Влада Володимирівна        | 02.11.2010            | середня спеціальна | член Партії регіонів              | Удянське відділення КП «Золочівська ЦРЛ», медична сестра     |
| 13                          | Попова Лідія Миколаївна            | 02.11.2010            | середня спеціальна | член Партії регіонів              | ФГ «Сівелір», бухгалтер                                      |
| 14                          | Краснікова Валентина Леонтіївна    | 02.11.2010            | вища               | член Партії регіонів              | пенсіонер                                                    |
| 15                          | Состін Олександр Петрович          | 02.11.2010            | середня            | член Партії регіонів              | ТОВ а/ф «Агрокомплект», директор                             |
| 16                          | Колісник Світлана Марківна         | 02.11.2010            | середня спеціальна | член Партії регіонів              | пенсіонер                                                    |